# Jordan Cameron
Jordan Cameron (Los Angeles, 7 agosto 1988) è un giocatore di football americano statunitense che gioca nel ruolo di tight end per i Miami Dolphins della National Football League (NFL). Fu scelto nel corso del quarto giro (102º assoluto) del Draft NFL 2011 dai Cleveland Browns. Al college ha giocato a football a USC.

## Carriera professionistica

### Cleveland Browns
Cameron fu scelto nel corso del quarto giro del Draft 2011 dai Cleveland Browns. Nella sua stagione da rookie disputò 8 partite, 2 delle quali come titolare, ricevendo 6 passaggi per 33 yard. Nel campionato successivo trovò maggiore spazio disputando 14 partite, di cui 6 come titolare, ricevendo 20 passaggi per 266 yard e segnando il primo touchdown su ricezione della carriera su passaggio del quarterback rookie Brandon Weeden nella settimana 12 nella vittoria contro i Pittsburgh Steelers.
Nella prima gara della stagione 2013, Cameron segnò un touchdown nella sconfitta contro i Miami Dolphins. Nella settimana 3 i Browns ottennero la prima vittoria stagionale contro i Minnesota Vikings, in una gara cui Jordan ricevette 3 touchdown dal quarterback di riserva Brian Hoyer. Un altro TD, oltre a 91 yard, lo ricevette la settimana successiva nella seconda vittoria consecutiva di Cleveland, ai danni dei Cincinnati Bengals.
Cameron tornò a segnare nella settimana 7 ma i Browns furono sconfitti dai Green Bay Packers. Il settimo TD lo segnò nella settimana 14 contro i New England Patriots. Il 27 dicembre fu premiato con la prima convocazione al Pro Bowl in carriera. Nella prima partita del 2014 contro gli Steelers, Jordan aggravò un precedente infortunio alla spalla. Il primo touchdown lo segnò nella vittoria della settimana 6 sui rivali di division di Pittsburgh e il secondo nel penultimo turno contro i Panthers.

### Miami Dolphins
Il 12 marzo 2015, Cameron firmò un contratto biennale del valore di 15 milioni di dollari coi Miami Dolphins.

## Palmarès
- Convocazioni al Pro Bowl: 1

2013

## Statistiche
| Partite totali         | 47    |
| Partite da titolare    | 31    |
| Ricezioni              | 130   |
| Yard su ricezione      | 1.600 |
| Touchdown su ricezione | 10    |

Statistiche aggiornate alla stagione 2014